# Райтшустер, Борис
Борис Райтшустер (нем. Boris Reitschuster; род. 12 мая 1971, Аугсбург) — немецкий журналист.
С 1991 по 2011 год жил в Москве. С 1999 по 2015 год возглавлял московское бюро немецкого журнала «Фокус».

## Биография
После окончания гимназии Святого Стефана в Аугсбурге в 1990 году сдал экзамен на переводчика в научном центре Московского экономико-статистического института. С 1992 по 1994 год — московский корреспондент газет «Deutsche Allgemeine Sonntagsblatt», «Darmstädter Echo» и «Thüringer Allgemeine». После  работы в газете «Augsburger Allgemeine» с 1995 по 1997 год работал корреспондентом информационных агентств dpa и AFP в Аугсбурге и Мюнхене. 
Впервые приехал в Россию в 1990 году и прожил в ней в общей сложности почти 16 лет. Писал статьи о России и СНГ для многочисленных немецких СМИ. В качестве эксперта регулярно привлекается германскими и российскими СМИ для оценки событий на постсоветском пространстве. С ноября 1999 года по февраль 2015 года был руководителем московского бюро журнала новостей «Фокус» («Focus»). В 2011 году решил вернуться в Германию. В интервью «Новой газете» он рассказал о мотивах своего решения — негативные изменения в российском обществе за время правления Путина (коммерциализация, агрессия, подозрительность к иностранцам) и усталость от постоянного стресса. С января 2012 года живёт в Берлине.
С 2017 по 2021 год — телеведущий еженедельной передачи «ПО-RUССКИ с немецким акцентом» на немецком телеканале OstWest (RTVD).
Ныне, по оценкам коллег-журналистов, Райтшустер и его сайт стоят на правоконсервативных, правопопулистских и антивакцинаторских позициях. 

## Книги
Райтшустер выпустил в Германии 5 книг о современной России, в которых критически описывает политическую систему России, особенно он критикует президента Владимира Путина.
- «Письма из гибнущей империи» (нем. «Briefe aus einem untergehenden Imperium»; 1994),
- «Владимир Путин. Куда он ведёт Россию» (нем. «Wladimir Putin. Wohin steuert er Russland»; 2004),
- «Демократура Путина» (нем. «Putins Demokratur»; 2006; перевод на русский и украинский язык под названием «Путинократия»; 2014),
- «Новый хозяин в Кремле. Дмитрий Медведев» (нем. Der neue Herr im Kreml. Dimitrij Medwedew; 2008)
- «Русский экстрим. Как я учился любить Москву» (нем. «Russki extrem. Wie ich lernte, Moskau zu lieben»; 2009).

## Награды и премии
- Журналистская премия Союза изгнанных Баварии (Journalistenpreis des Bundes der Vertriebenen Bayern) (1998)
- Журналистская премия «Другие времена» (Andere Zeiten Journalistenpreis) (2004)
- Медаль Теодора Хойса (Theodor-Heuss-Medaille) (2008)